# Ferrière-la-Petite
Ferrière-la-Petite – miejscowość i gmina we Francji, w regionie Hauts-de-France, w departamencie Nord.
Według danych na rok 1990 gminę zamieszkiwały 1153 osoby, a gęstość zaludnienia wynosiła 216 osób/km² (wśród 1549 gmin regionu Nord-Pas-de-Calais Ferrière-la-Petite plasuje się na 517. miejscu pod względem liczby ludności, natomiast pod względem powierzchni na miejscu 651.).